# کیسکا-یلگا
کیسکا-یلگا (انگلیسی: Kiska-Yelga) یک شهرک در شهرستان بوزدیاکسکی باشقیرستان کشور روسیه است.